# Crossover thrash
Crossover thrash – powstałe w latach 80. XX wieku określenie gatunku muzyki łączącego w sobie elementy hardcore punku i metalu. Styl w Hardcore podobny do thrash metal aczkolwiek rozwijający się niezależnie od thrash metalu.
Jednym z pierwszych zespołów uchodzących za pionierów gatunku jest amerykański Suicidal Tendencies, którego debiutancki album (1983) jest przykładem rozmycia granic między dwoma wspomnianymi gatunkami. Za kolejnych pionierów gatunku uznaje się D.R.I. (z ich płytami Dealing with It i Crossover) oraz Corrosion of Conformity (Animosity).
Styl ten zdobył znaczną popularność w kręgach hardcore punku oraz niemałą wśród fanów metalu w drugiej połowie lat 80. Kontynuowany przez takie formacje jak Sick of It All, Wehrmacht, Cryptic Slaughter, The Accused, Attitude Adjustment, Crumbsuckers, Ludichrist, niektóre płyty Agnostic Front, Ratos de Porão, Cro Mags i Carnivore.
Do pierwszej połowy lat 90. XX wieku większość zespołów uprawiających ten gatunek rozpadło się lub zmieniło styl. Dość często zmierzając w stronę metalu, tak jak stało się to w wypadku Corrosion of Conformity, bądź zawiesiło działalność. Jednak na początku kolejnej dekady gatunek ten w swojej pierwotnej postaci zdaje się przeżywać drugą młodość za sprawą takich zespołów jak Municipal Waste, What Happens Next?, Holier Than Thou, DFA (zespół muzyczny), Bones Brigade, Crucial Unit oraz reformowanych The Accused.
W Polsce obecnie crossover reprezentuje np.: Terrordome (TRDM) z Krakowa, pabianicki Shackled Down, SKTC z Bielska-Białej, Tester Gier z Rybnika, Schizma oraz po części Acid Drinkers, Flapjack i Big Cyc.
Nową falą crossover thrash jest metalcore (nazwa używana również: metallic hardcore lub hardcore/metal). Z perspektywy czasu mówi się, że crossover z lat'80 to pierwsza fala metalcore'a, a w latach ’90 była druga połączona nierzadko z nurtem rapcore np.: All Out Of War, Earth Crisis, Pro Pain, Biohazard, Body Count. Zespoły z tego okresu były popularne głównie w podziemiu na scenie HC. Niektóre zespoły zdobywały popularność i nurt ten dzięki temu stawał się coraz bardziej widoczny. Sukces Pro Pain, Biohazard i Vision Of Disorder było zapowiedzią tego co miało nastąpić w '00.
W pierwszej dekadzie XXI wieku nastąpiła eksplozja i moda na nowe zespoły metalcore za sprawą Killswitch Engage. Muzyka nowych zespołów była lepiej wyprodukowana oraz miała wyeksponowany metalowy człon. Ogromne zainteresowanie ze strony sceny metalowej. Wiele nowych zespołów nie utożsamia się ze sceną hcpunk tylko metal. Zwłaszcza jest tak w przypadku zespołów wydających się w metalowych wytwórniach lub dużych koncernach. Obok tych nowych zespołów popularność zdobyły również takie zespoły jak Hatebreed i Born from Pain, Walls Of Jericho, Poison The Well, które miały wyeksponowany hardcorowy człon. W związku z tym crossover thrash/metalcore obecnie jest rozwinięty dwutorowo. Z jednej strony pierwotnie jako metaliczny styl w hardcore punk z drugiej jako podgatunek współczesnego metalu. Kapele z podziemia niejednokrotnie są częścią i udzielają się na scenie HC.
W latach 90. pojawiła się osadzona w hardcore forma metalu zwana groove metal. Nieraz zespoły grające tak naprawdę groove metal są określane mianem crossover/metalcore np. Caliban. Istnieje w Hc styl nazywany thrashcore, który jest odmienny od crossover thrash a tym bardziej od groove metal. Jednak dochodziło błędnie do określania przez osoby z mainstreamowej prasy nieznające tematu mianem „thrashcore” zespołów crossoverowych i groove metalowych. Crossover thrash jest jednym z przykładów przenikających się wzajemnie wpływów Punk Rocka z Heavy Metalem.
Co do ubioru to ludzie obracający się w tym środowisku ubierają się jak hardcore punki lub czerpią ze skate punk culture (Suicidal Tendencies byli swego czasu promotorem tego stylu)
W latach 90. określenie „crossover” nabrało też nowego znaczenia jako oznaczenie gatunku muzycznego charakteryzującego się przeplataniem różnych stylów, najczęściej rocka, metalu (nu metal) i hip-hopu (rapcore).
Jednym z pierwszych popularnych akcentów crossoverowych w muzyce popularnej był wspólny występ grupy rockowej Aerosmith i raperów ze składu Run DMC, którzy wspólnie zarejestrowali utwór Walk this Way. Znanym zespołem crossover’owym grającym mieszankę alternative rocka, muzyki elektronicznej i rapu jest zespół Linkin Park. Początek rozwinięcia crossover jako rozbudowanego fusion miał w latach ’80 XX wieku.